# گوشت سگ

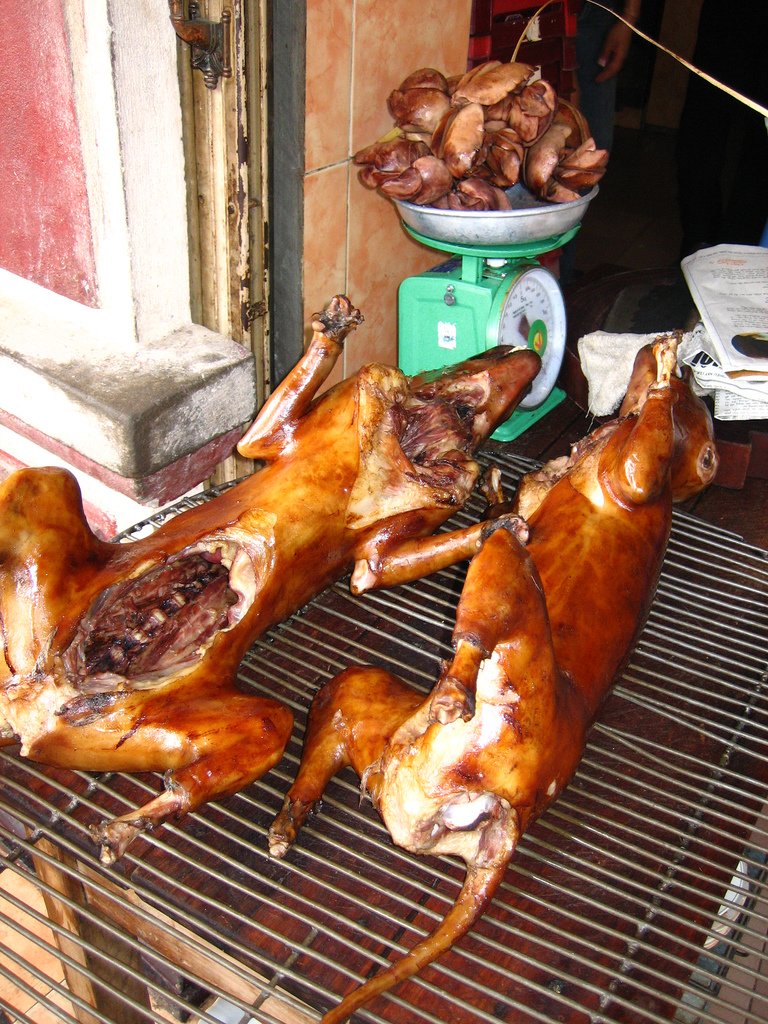
دو سگ برشته و کبابی بر روی منقل

گوشت سگ به عنوان غذا در برخی از کشورها، برای مثال در کره، ویتنام و برخی از استان‌های جنوبی چین مانند گوانگدونگ استفاده می‌شود. با این حال، در بسیاری از فرهنگ‌ها به یک تابو غذایی پدید آمده است، که مصرف آن ممنوع است.

سگ در اسلام به عنوان حیوانی نجس معرفی می شود و خوردن گوشت سگ در دین اسلام، گناه(حرام) محسوب می شود.

## تاریخچه
در تاریخنگاری اروپا چند از موارد شرح داده شده است که در آن سگ به عنوان «جیره اورژانس» خدمت کرده است. به طور مثال در قحطی‌ای که در اثر جنگ فرانسه و پروس بوجود آمد از گوشت سگ به عنوان غذا استفاده شد.